# Wolfgang Butzlaff (Philologe)
Wolfgang Butzlaff (* 31. Oktober 1925 in Massow, Pommern; † 5. April 2014 in Kiel) war ein deutscher Philologe, Gymnasiallehrer, Goetheforscher und Schriftsteller.

## Leben und Wirken
Wolfgang Butzlaff studierte Romanistik und Germanistik an der Christian-Albrechts-Universität zu Kiel und promovierte dort 1951 über „Das Thema der Evasion in der französischen Lyrik“. Anschließend war er bis zum Eintritt in den Ruhestand als Gymnasiallehrer an Kieler Schulen tätig. Zuletzt leitete er von 1971 bis 1991 als Oberstudiendirektor 20 Jahre die Käthe-Kollwitz-Schule, ein Gymnasium der Stadt Kiel.
Butzlaff war ein passionierter Goethe-Forscher und leitete von 1969 bis 1997 die Goethe-Gesellschaft in Kiel, anschließend war er ihr Ehrenvorsitzender. Er veröffentlichte zahlreiche Aufsätze und Bücher über literaturwissenschaftliche Themen und wirkte außerdem durch Vorträge und Kritiker auf den Gebieten Theater, Musik, Kunst und Literatur. Butzlaff betätigte sich auch als belletristischer Autor.

## Veröffentlichungen (Auswahl)
- Nachtkonzert. Ein deutscher Schelmenroman mit italienischem Intermezzo. Reinhard Nenzel Verlag, Bonn 1995, ISBN 3-929035-04-9.
- Es kommt alles ganz anders. Geschichten von gestern und heute. Fouqué-Literaturverl., Egelsbach 1999, ISBN 3-8267-4494-2.
- "Saatfrüchte sollen nicht vermahlen werden". Käthe Kollwitz – ein Leben mit Goethe. In: Jahrbuch des Freien Deutschen Hochstifts, Jg. 1999, S. 304–337.
- Goethe. "Trostlos zu sein ist Liebenden der schönste Trost". Gesammelte Studien zu Werk und Rezeption (= Germanistische Texte und Studien, Bd. 66). Olms, Hildesheim 2000, ISBN 3-487-11154-3.
- Goethes Mystifikationen. In: Jahrbuch der Österreichischen Goethe-Gesellschaft, Bd. 106/107 (2002/2003), S. 39–59.
- "Wir selber haben jahrelang gewartet". Verlobte in der Literatur und im Leben. Olms, Hildesheim 2004, ISBN 978-3-487-12723-1.
- Nein, sagte der Zwerg, lasst uns von Menschen reden. Vorträge über Literatur und Sprache. Ludwig, Kiel 2005, ISBN 3-937719-30-X.
- Mit anderen Augen. Zehn Einblicke in das Kaleidoskop des Lebens. Bernstein-Verlag, Bonn 2007, ISBN 978-3-939431-11-4.
- Die Leitwerte Freiheit und Sicherheit in der Goethezeit. Bernstein-Verlag, Bonn 2008, ISBN 978-3-939431-22-0.
- Musensohn oder Rattenfänger? Goethe-Rezeption auf 4 Ebenen. Bernstein-Verlag, Bonn 2009, ISBN 978-3-939431-44-2.
- "Freiheit ist die Gesundheit der Seele". Reden in der Käthe-Kollwitz-Schule 1971–1991. Verein der Ehemaligen der KKS e.V., Kiel 2010.
- Ungeschützte Expeditionen. Sechzehn Orientierungsversuche in Gegenwart und Geschichte. Bernstein-Verlag, Bonn 2013, ISBN 978-3-939431-91-6.
- Gottfried Benn und Goethe. In: Wolfgang H. Zangemeister (Hrsg.): Gottfried Benn. Hommage und Retrospektive. Königshausen & Neumann, Würzburg 2022, S. 227–247, ISBN 978-3-8260-7580-3.